# Vladimír Vačkář
Vladimír Vačkář (né le 6 février 1949 à Prostějov) est un coureur cycliste tchécoslovaque des années 1970. Spécialiste des disciplines de vitesse sur piste, il est notamment quadruple champion du monde de tandem entre 1973 et 1978.

## Biographie
En 1972, Vladimír Vačkář participe aux Jeux olympiques de Munich. Lors du tournoi de vitesse, il est éliminé en repêchages du 1/8e de finale.
Dans les années suivantes, Vačkář forme le duo le plus titré en tandem avec son compatriote Miroslav Vymazal. Les deux athlètes sont champions du monde à quatre reprises : 1973 à Saint-Sébastien, 1974 à Montréal, 1977 à San Cristóbal et 1978 à Munich. En outre, le duo prend la deuxième place lors des mondiaux 1975 à Rocourt et la troisième place en 1979 à Amsterdam. Ils n'ont pas eu la possibilité de remporter une médaille d'or aux Jeux olympiques sur le tandem, car cette discipline a été retirée du programme olympique après 1972. Au niveau national aussi, ils sont devenus champion de Tchécoslovaquie en 1973 et de 1977 à 1979. Vačkář a également remporté le titre en vitesse en 1970 et 1975 et à cinq reprises les Six Jours de Brno amateurs. 
Il a étudié à la Faculté de culture physique et sportive de l'Université Comenius de Bratislava et à l'Université Charles de Prague, où il obtient la licence d'entraîneur de première classe. Il est devenu entraîneur en chef du centre sportif pour jeunes du SKC Prostějov.

## Palmarès sur piste

### Jeux olympiques
- Munich 1972
  - 9e de la vitesse (éliminé en 1/8e de finale)

### Championnats du monde
- 1973
  -  Champion du monde de tandem (avec Miroslav Vymazal)
  - 5e de la vitesse amateurs
- 1974
  -  Champion du monde de tandem (avec Miroslav Vymazal)
- 1975
  -  Médaillé d'argent du tandem (avec Miroslav Vymazal)
- 1977
  -  Champion du monde de tandem (avec Miroslav Vymazal)
- 1978
  -  Champion du monde de tandem (avec Miroslav Vymazal)
- 1979
  -  Médaillé de bronze du tandem (avec Miroslav Vymazal)

### Six Jours
- Six Jours de Brno amateurs : 1971 (avec Rudolf Enenkl), 1974, 1975 (avec Milan Puzrla), 1978 (avec Jaroslav Bláha) et 1979 (avec Miroslav Junec)

### Championnats de Tchécoslovaquie
- 1970
  -  Champion de Tchécoslovaquie de vitesse
- 1973
  -  Champion de Tchécoslovaquie de tandem (avec Miroslav Vymazal)
- 1975
  -  Champion de Tchécoslovaquie de vitesse
- 1977
  -  Champion de Tchécoslovaquie de tandem (avec Miroslav Vymazal)
- 1978
  -  Champion de Tchécoslovaquie de tandem (avec Miroslav Vymazal)
- 1979
  -  Champion de Tchécoslovaquie de tandem (avec Miroslav Vymazal)

## Récompenses
- Cycliste tchécoslovaque de l'année : 1973 (avec Miroslav Vymazal)[3]